# オスカー・ヤンソン
オスカー・ヤンソン（Oscar Jansson, 1990年12月23日 - ）は、スウェーデン・エレブルー出身のサッカー選手。IFKノルシェーピン所属。ポジションはゴールキーパー。

## 経歴
トッテナム・ホットスパーFCのユース出身。2008-09シーズンにはUEFAカップでベンチ入りこそ経験したが、トップチームでの出場機会は訪れなかった。
下位リーグの複数クラブへの期限付き移籍を経て、2012年2月にアイルランドのシャムロック・ローヴァーズFCへレンタルとなる。シーズン終了後にはオプションが行使され完全移籍へ移行した。
2013年より故郷のクラブであるエーレブルーSKに加入。前年に2部リーグのスーペルエッタンへ降格していたクラブを1年で1部リーグのアルスヴェンスカン再昇格に貢献した。2020年にはリーグ最優秀GKに選出される。
2021年1月より、IFKノルシェーピンへ加入することが発表された。

## 代表歴
2014年1月21日にアイスランドとの親善試合でスウェーデン代表デビューを果たした。

## タイトル
- アルスヴェンスカン最優秀GK : 2020